# 青木愛 (実業家)
青木 愛（あおき あい、1973年 - ）は、日本の実業家。ヴィリーナ ジャパン株式会社代表取締役社長。

## 来歴
東京都出身。両親は早稲田大学出身。日本女子大学附属中学校・高等学校を経て、日本女子大学文学部日本文学科を卒業。中学では器械体操部、高校ではスキー部に所属した。
大学卒業後、アシェット婦人画報社に入社。同社では『25ans』『ヴァンテーヌ』などファッション雑誌の編集に携わる。2000年、結婚。2003年、夫のコロンビア・ビジネス・スクール留学に伴い渡米。ニューヨークの『エル・ガール』編集部で働く。ニューヨークにて長男を出産後、帰国。エル・ジャポン編集部を経て退社。カレン・サルマンソン著『ホットママ～私、妊婦ですが何か？』（アシェット婦人画報社、2006年7月）を翻訳。マタニティウェアの輸入販売ショップ・ヴィリーナ ジャパン株式会社を設立。現在は4児の母。